# Wolfpassing
Wolfpassing ist eine Gemeinde mit 1756 Einwohnern (Stand 1. Jänner 2024) im Bezirk Scheibbs in Niederösterreich.

## Geografie
Die Gemeinde liegt zwischen der Ybbs und der Kleinen Erlauf und gehört zum Mostviertel in Niederösterreich. Von der Ybbs im Norden, die in einer Seehöhe von rund 250 Meter fließt, steigt das Land steil zu einem teilweise bewaldeten Hügelland auf bis zu 340 Meter an, um dann sanft zur Kleinen Erlauf auf 300 Meter abzufallen.
Die Fläche der Gemeinde umfasst zwanzig Quadratkilometer. Davon sind 72 Prozent landwirtschaftliche Nutzfläche und 18 Prozent sind bewaldet.

### Gemeindegliederung
Das Gemeindegebiet umfasst folgende 16 Ortschaften (in Klammern Einwohnerzahl Stand 1. Jänner 2024):
- Buch (43)
- Dörfl (15)
- Etzerstetten (131)
- Figelsberg (21)
- Fischerberg (35)
- Hofa (23)
- Keppelberg (20)
- Klein-Erlauf (88)
- Krottenthal (49)
- Linden (12)
- Loising (78)
- Stetten (108)
- Thorwarting (43)
- Thurhofglasen (25)
- Wolfpassing (609)
- Zarnsdorf (456)

Die Gemeinde besteht aus den Katastralgemeinden Buch, Etzerstetten, Wolfpassing und Zarnsdorf.

### Nachbargemeinden
|                        | Neumarkt an der Ybbs (Bezirk Melk)          | Wieselburg-Land         |
|                        | Kompassrose, die auf Nachbargemeinden zeigt |                         |
| Steinakirchen am Forst |                                             | Purgstall an der Erlauf |

## Geschichte
Im Altertum war das Gebiet Teil der Provinz Noricum.
Das Gebiet um Wolfpassing war ab 833 Besitz des Klosters Mondsee, ging nach der Vertreibung der Ungarn an das Bistum Regensburg.
Seit zirka 1100 gehört Wolfpassing zur Pfarre Steinakirchen.
Die erste urkundliche Erwähnung stammt aus der zweiten Hälfte des 13. Jahrhunderts, als eine Hofstatt zu Wolfpazingen im Besitz des Landesfürsten genannt wurde. Für das Jahr 1391 wurde Gilig Wolfstein als Besitzer des Gutes Wolfpassing genannt. 1480 fiel das Anwesen durch eine Erbtochter an die Freiherren Auersperg. Es folgten mehrmalige Besitzerwechsel, bis die mittelalterliche Festung im 16. Jahrhundert zu einem Schloss ausgebaut wurde.
1747 wurde das Schloss wieder von der Familie Auersperg erworben und erhielt durch einen Umbau sein heutiges Aussehen. Da eine Tochter des Besitzers mit dem französischen General Karl Freiherr von Jaquinot verheiratet war, wurde das Gebäude in den Franzosenkriegen verschont.
Im Jahr 1834 kaufte Kaiser Franz I das Schloss, 1910 kam es durch Tausch an das Verteidigungsministerium, wobei der Großteil des Mobiliars nach Böhmen kam, wo es sich noch heute in Museen befindet. 1918 wurde das Schloss vom österreichischen Landwirtschaftsministerium übernommen, das zuerst das Lipizzanergestüt und später die Bundesversuchsanstalt für Milchwirtschaft darin unterbrachte. Daraus entstand das heutige Lebensmitteltechnologische Zentrum Wolfpassing.
1848 kam es zur Auflösung der Grundherrschaft, die Gemeinde Wolfpassing entstand.
Während des Zweiten Weltkrieges sind 63 Männer aus den Katastralgemeinden von Wolfpassing im Krieg gefallen.
Von 1930 bis 2007 befand sich am Areal des Schloss Wolfpassings die Bundeslehr und Versuchsanstalt bzw. Bundesanstalt für Milchwirtschaft.
1970 wurden die Gemeinden Buch, Etzerstetten und Zarnsdorf eingemeindet.

### Einwohnerentwicklung
| Wolfpassing: Einwohnerzahlen von 1869 bis 2024      | Wolfpassing: Einwohnerzahlen von 1869 bis 2024 | Wolfpassing: Einwohnerzahlen von 1869 bis 2024 | Wolfpassing: Einwohnerzahlen von 1869 bis 2024 | Wolfpassing: Einwohnerzahlen von 1869 bis 2024 |
| --------------------------------------------------- | ---------------------------------------------- | ---------------------------------------------- | ---------------------------------------------- | ---------------------------------------------- |
| Jahr                                                |                                                |                                                |                                                | Einwohner                                      |
| 1869                                                | 1869                                           |                                                | 1.014                                          | 1.014                                          |
| 1880                                                | 1880                                           |                                                | 1.025                                          | 1.025                                          |
| 1890                                                | 1890                                           |                                                | 1.032                                          | 1.032                                          |
| 1900                                                | 1900                                           |                                                | 1.144                                          | 1.144                                          |
| 1910                                                | 1910                                           |                                                | 1.075                                          | 1.075                                          |
| 1923                                                | 1923                                           |                                                | 1.146                                          | 1.146                                          |
| 1934                                                | 1934                                           |                                                | 1.199                                          | 1.199                                          |
| 1939                                                | 1939                                           |                                                | 1.163                                          | 1.163                                          |
| 1951                                                | 1951                                           |                                                | 1.143                                          | 1.143                                          |
| 1961                                                | 1961                                           |                                                | 1.154                                          | 1.154                                          |
| 1971                                                | 1971                                           |                                                | 1.208                                          | 1.208                                          |
| 1981                                                | 1981                                           |                                                | 1.268                                          | 1.268                                          |
| 1991                                                | 1991                                           |                                                | 1.321                                          | 1.321                                          |
| 2001                                                | 2001                                           |                                                | 1.301                                          | 1.301                                          |
| 2011                                                | 2011                                           |                                                | 1.476                                          | 1.476                                          |
| 2021                                                | 2021                                           |                                                | 1.652                                          | 1.652                                          |
| 2024                                                | 2024                                           |                                                | 1.756                                          | 1.756                                          |
| Quelle(n): Statistik Austria, Gebietsstand 1.1.2021 |                                                |                                                |                                                |                                                |

## Kultur und Sehenswürdigkeiten
- Schloss Wolfpassing: Das Schloss ist eine barocke viergeschoßige Vierflügelanlage mit Arkadenhof, vorgestellten Ecktürmen sowie Walmdach und entstand um 1690 aus einem Vorgängerbau. Für Aufsehen sorgte im Jahr 2013 das Auffinden der sogenannten „Führerglocke“ im Glockenturm des Schlosses.[9][10] Nach einer öffentlichen Diskussion wurde am Gebälk des Glockenturms eine Hinweisetafel mit folgender Inschrift angebracht:[11]

„Diese Adolf Hitler gewidmete Glocke / wurde 1939 als Ersatz für eine Engelbert Dollfuß / gewidmete Glock in diesem Turm angebracht / und dokumentiert die systematische Entfernung von Denkmalen des Ständestaates durch die / Nationalsozialisten nach dem Anschluss. / Sie wurde 2013 wieder entdeckt / und soll nun als immerwährendes Mahnmal / für den Schrecken des NS-Regimes/ an dieser Stelle belassen werden.“

## Wirtschaft und Infrastruktur
Nichtlandwirtschaftliche Arbeitsstätten gab es im Jahr 2001 30, land- und forstwirtschaftliche Betriebe nach der Erhebung 1999 111. Die Zahl der Erwerbstätigen am Wohnort betrug nach der Volkszählung 2001 634. Die Erwerbsquote lag 2001 bei 49,73 Prozent.
2010 wurde, in enger Zusammenarbeit mit dem Gemeindeverband des IKB (Interkommunales Betriebsgebiet Kleines Erlauftal, eine Kooperation der sechs Gemeinden Wolfpassing, Steinakirchen, Gresten, Gresten-Land, Reinsberg, Wang) und der Raiffeisenbank Region Eisenwurzen der Ecoplus Wirtschaftspark Wolfpassing gegründet.

### Wirtschaftssektoren
Von den 83 landwirtschaftlichen Betrieben des Jahres 2010 waren 45 Haupt- und 38 Nebenerwerbsbauern. Im Produktionssektor arbeiteten 68 Erwerbstätige im Bereich Warenherstellung, sechs in der Bauwirtschaft und zwei in der Energieversorgung. Die wichtigsten Arbeitgeber im Dienstleistungssektor waren die Bereiche soziale und öffentliche Dienste (67) und der Handel (51 Mitarbeiter).
| Wirtschaftssektor            | Anzahl Betriebe | Anzahl Betriebe | Erwerbstätige | Erwerbstätige |
| Wirtschaftssektor            | 2011            | 2001            | 2011          | 2001          |
| ---------------------------- | --------------- | --------------- | ------------- | ------------- |
| Land- und Forstwirtschaft 1) | 83              | 111             | 99            | 91            |
| Produktion                   | 11              | 9               | 76            | 28            |
| Dienstleistung               | 40              | 21              | 154           | 91            |

1) Betriebe mit Fläche in den Jahren 2010 und 1999

### Öffentliche Einrichtungen
In der Gemeinde gibt es einen Kindergarten.

## Politik

### Gemeinderat
Der Gemeinderat hat 19 Mitglieder.
| - Mit den Gemeinderatswahlen in Niederösterreich 1990 hatte der Gemeinderat folgende Verteilung: 13 ÖVP, 4 Bürgerliste mehr Licht und 2 SPÖ. - Mit den Gemeinderatswahlen in Niederösterreich 1995 hatte der Gemeinderat folgende Verteilung: 14 ÖVP, 2 SPÖ, 2 Bürgerliste mehr Licht und 1 Überparteiliche Liste Wolfpassing. - Mit den Gemeinderatswahlen in Niederösterreich 2000 hatte der Gemeinderat folgende Verteilung: 14 ÖVP, 2 Überparteiliche Liste Wolfpassing, 2 SPÖ und 1 FPÖ. - Mit den Gemeinderatswahlen in Niederösterreich 2005 hatte der Gemeinderat folgende Verteilung: 14 ÖVP, 2 Überparteiliche Liste Wolfpassing, 2 SPÖ und 1 FPÖ. - Mit den Gemeinderatswahlen in Niederösterreich 2010 hatte der Gemeinderat folgende Verteilung: 13 ÖVP, 3 FPÖ und 3 SPÖ. - Mit den Gemeinderatswahlen in Niederösterreich 2015 hatte der Gemeinderat folgende Verteilung: 14 ÖVP, 3 FPÖ und 2 SPÖ. - Mit den Gemeinderatswahlen in Niederösterreich 2020 hat der Gemeinderat folgende Verteilung: 14 ÖVP, 3 FPÖ und 2 SPÖ. | Die zur Anzeige dieser Grafik verwendete Erweiterung wurde dauerhaft deaktiviert. Wir arbeiten aktuell daran, diese und weitere betroffene Grafiken auf ein neues Format umzustellen. (Mehr dazu) |

### Bürgermeister
- 1945–1961 Alois Glösmann (ÖVP)[22]
- 1961–1980 Michael Dammerer (ÖVP)
- 1980–1990 Leopold Gschaider (ÖVP)[23]
- 1990–2005 Rudolf Glösmann (ÖVP)
- 2005–2015 Josef Sonnleitner (ÖVP)
- seit 2015 Friedrich Salzer (ÖVP)[24]

### Wappen
Wolfpassing wurde 1970 ein Gemeindewappen verliehen. Es lehnt sich an das Wappen der Wolfsteiner, der frühesten Besitzer des Gutes Wolfpassing, an und zeigt einen abgerissenen Wolfskopf auf blaugelbem Hintergrund.

## Persönlichkeiten

### Söhne und Töchter der Gemeinde
- Maximilian von Auersperg (1771–1850), General der Kavallerie
- Josef Leichtfried (1926–2018), Politiker (SPÖ)

### Ehrenbürger der Gemeinde
- Engelbert Dollfuß (1892–1934), Ehrenbürger seit Oktober 1933[25][26]